# كولن غيليز
كولن غيليز (بالإنجليزية: Colin Gillies)‏ هو لاعب اتحاد الرغبي نيوزيلندي، ولد في 8 أكتوبر 1912 في أوامرو ‏ في نيوزيلندا، وتوفي في 20 يونيو 1996 في تيمارو ‏ في نيوزيلندا.